# 씨드큐브 창동
씨드큐브 창동(영어: Seed Cube Changdong)은 대한민국 서울특별시 도봉구 창동에 위치한 마천루이다. 창동·상계도시재생활성화 구역 내에 위치하였으며 도시재생 시범사업으로 선정되어 개발되었다. 서울주택도시공사, 주택도시기금, (주)서울투자운용이 출자하여 특수목적법인(REITs,리츠)인 (주)서울창동창업문화도시재생위탁관리부동산투자회사를 설립하였으며, 리츠가 사업의 주체로 부동산개발사업을 시행하여 공사 후 운영하고 있다. 2019년에 착공하여 2023년 7월 완공하였다.

## 역사
창동에 창업, 문화산업단지를 조성할 수 있다. 2017년 창업 및 문화산업단지가 주차장에 들어선다고 한다. 공사 후 2021년 완공 목표로 하고 있다. 2019년에 들어선다고 하고 착공하였고 2023년 완공을 목표로 하고 있다. 2023년 5월에 완공하고 같은 해 8월에 개장했다. 이렇게 해서 업무시설, 오피스텔이 들어섰고 창업 공간이 조성되었다.

## 구성
씨드큐브 창동의 구성이다.
| 명칭     | 층수 |
| -------- | ---- |
| 오피스텔 | 49층 |
| 업무시설 | 16층 |

## 높이
현재 도봉구에서 가장 높은 마천루다. 그리고 가장 높은 오피스텔이다. 완공된 후 도봉구에서 가장 높은 마천루가 되었다. 오피스텔이 완공된 후 도봉구에서 가장 높은 오피스텔이 되었다. 높이는 160m이고 지상 49층이다. 주변에 있는 지상 16층짜리 업무시설보다 높다. 완공되기 전에 지상 49층 돌파했다.

## 특징
서울 동북권 랜드마크다. 씨드큐브 창동에서 먼저 누리다. 창업, 문화, 예술의 새로운 스마트 허브 거점도시고 창동이다. 씨드큐브 창동의 프리미엄 라이프를 누리다. 오피스텔이 공공지원민간임대주택이다. 오피스텔 주변에는 업무시설이 있고 업무시설 주변에는 오피스텔이 있다. 상업시설에는 상업시설이 들어섰다.

## 내부 시설

### 오피스텔
| 층수                | 시설           |
| ------------------- | -------------- |
| 29층 ~ 49층         | 오피스텔       |
| 28층                | 피난안전구역   |
| 7층 ~ 27층          | 오피스텔       |
| 6층                 | 커뮤니티       |
| 2층 ~ 5층           | 상업시설       |
| 1층                 | 로비, 상업시설 |
| 지하 2층 ~ 지하 1층 | 상업시설       |
| 지하 7층 ~ 지하 2층 | 지하주차장     |

### 업무시설
| 층수                | 시설       |
| ------------------- | ---------- |
| 2층 ~ 16층          | 업무시설   |
| 1층                 | 로비       |
| 지하 7층 ~ 지하 1층 | 지하주차장 |

## 갤러리

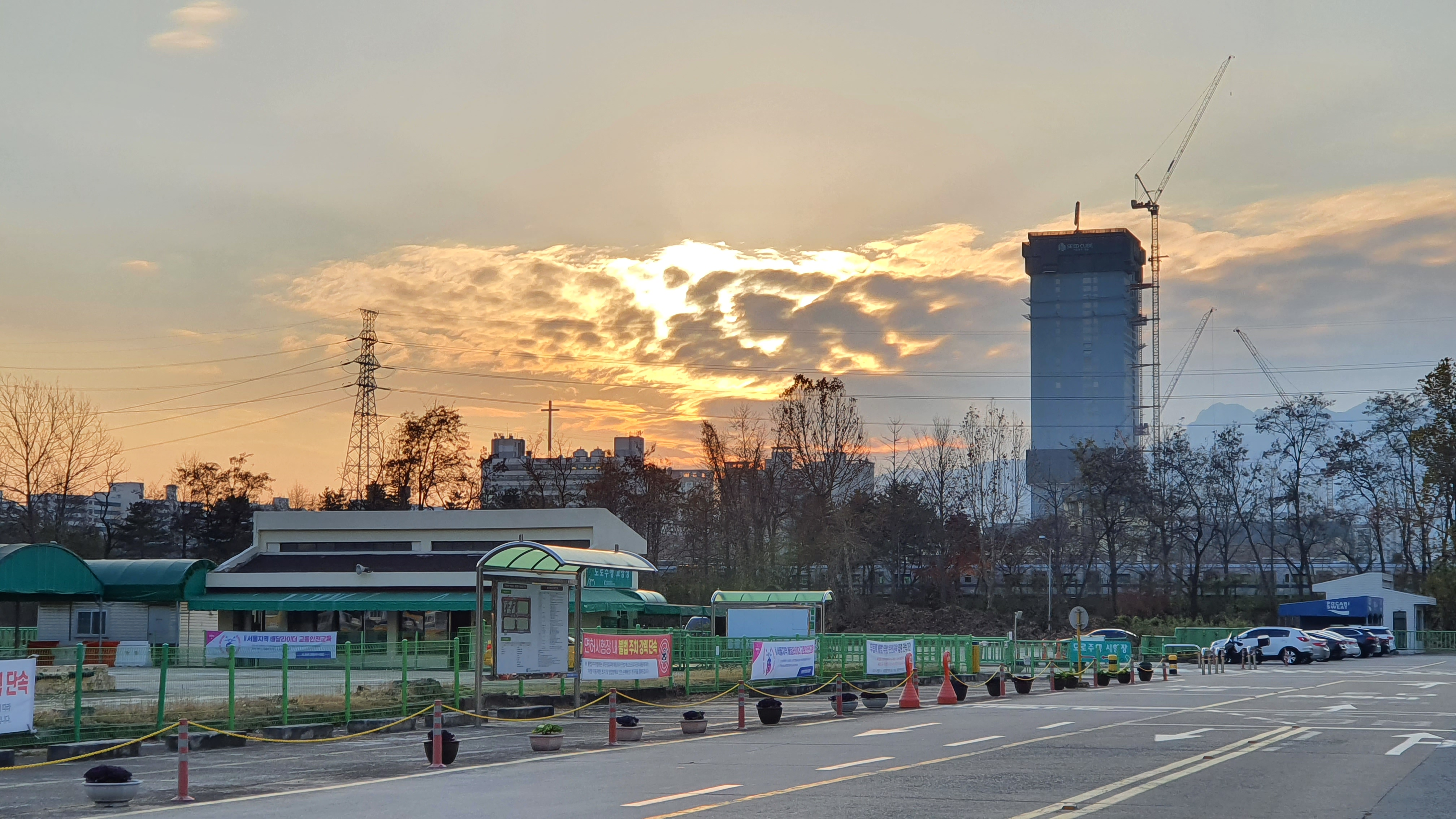
2021년 11월 29일
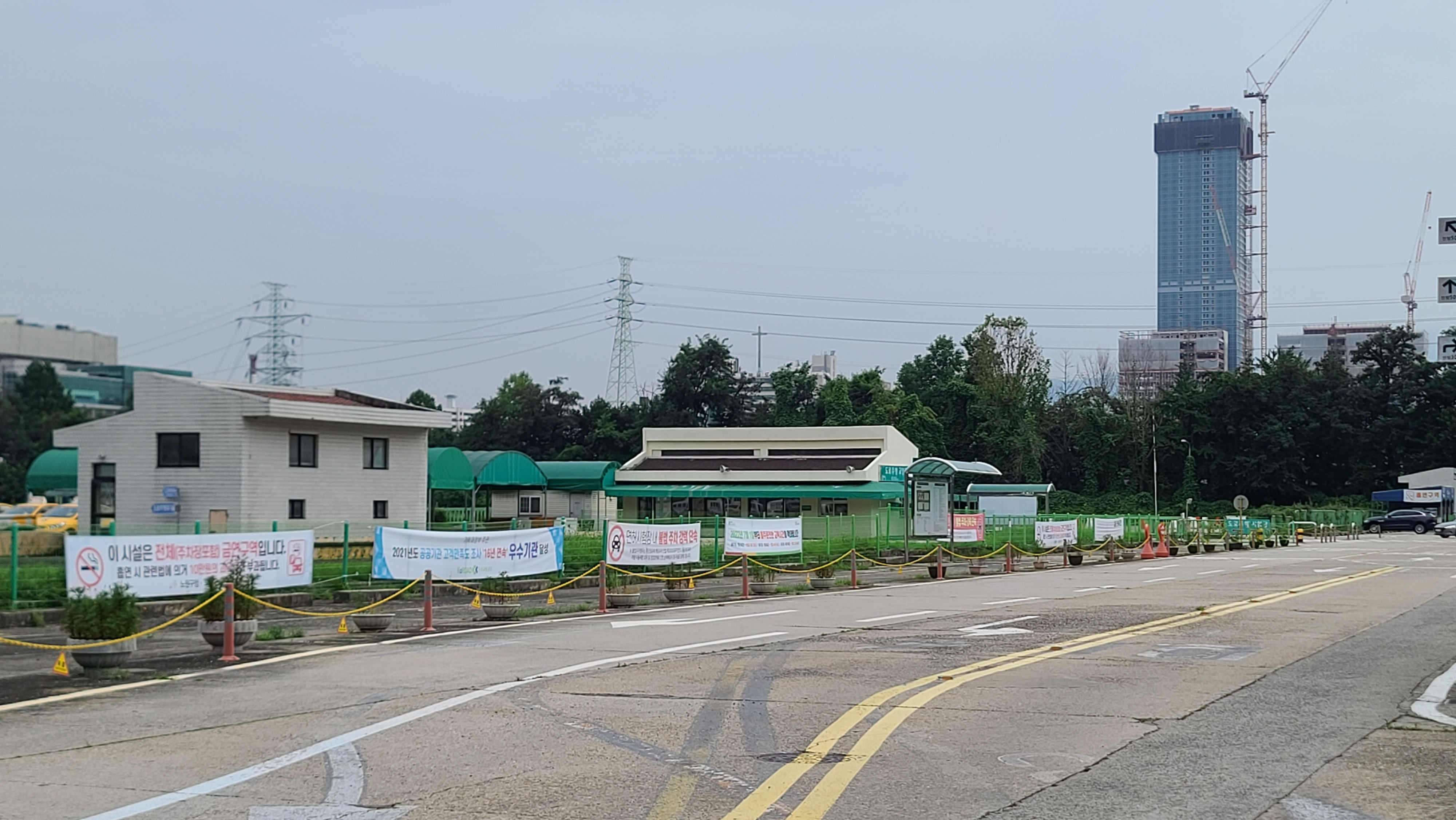
2022년 8월 10일
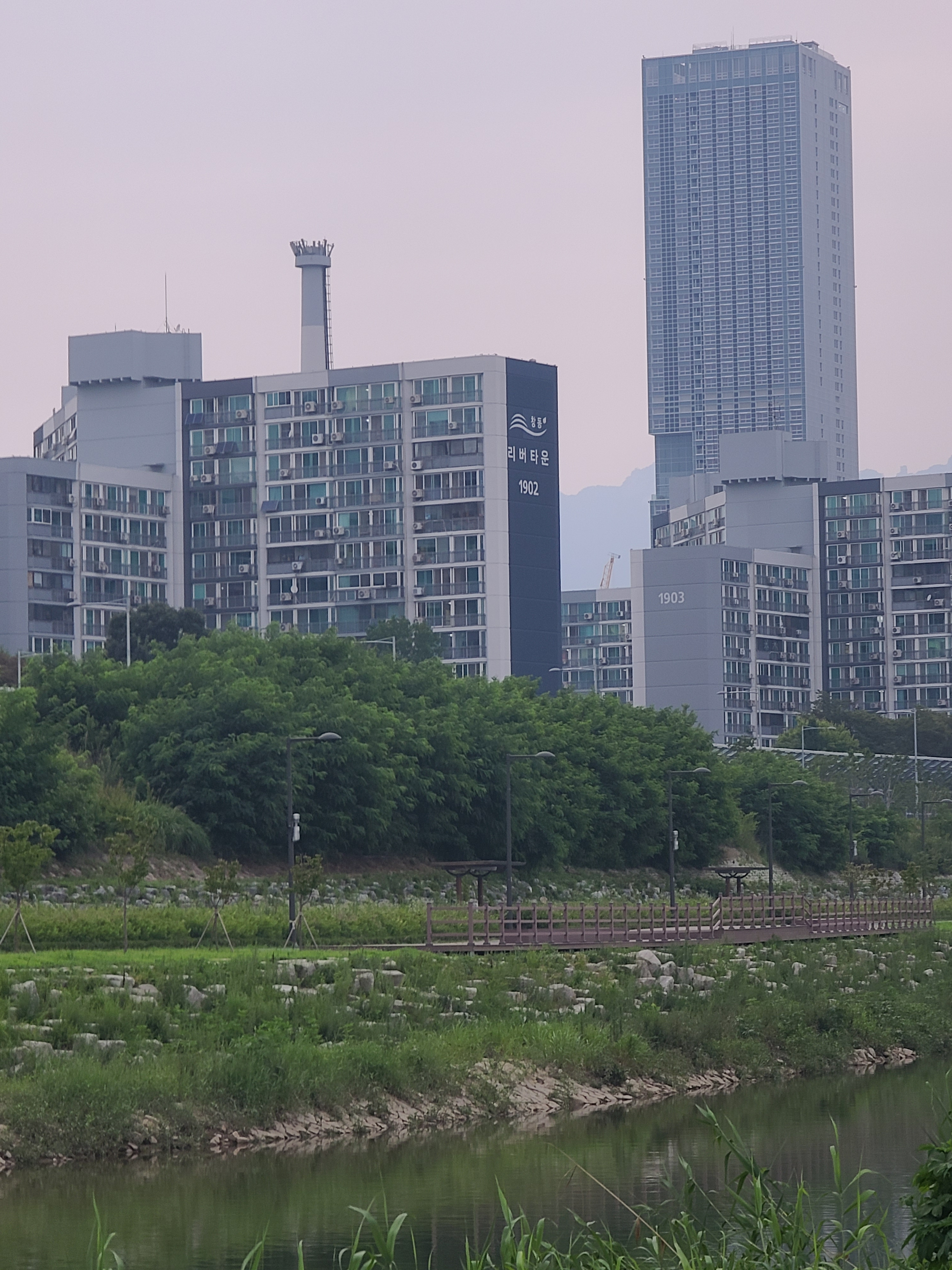
2023년 7월 6일
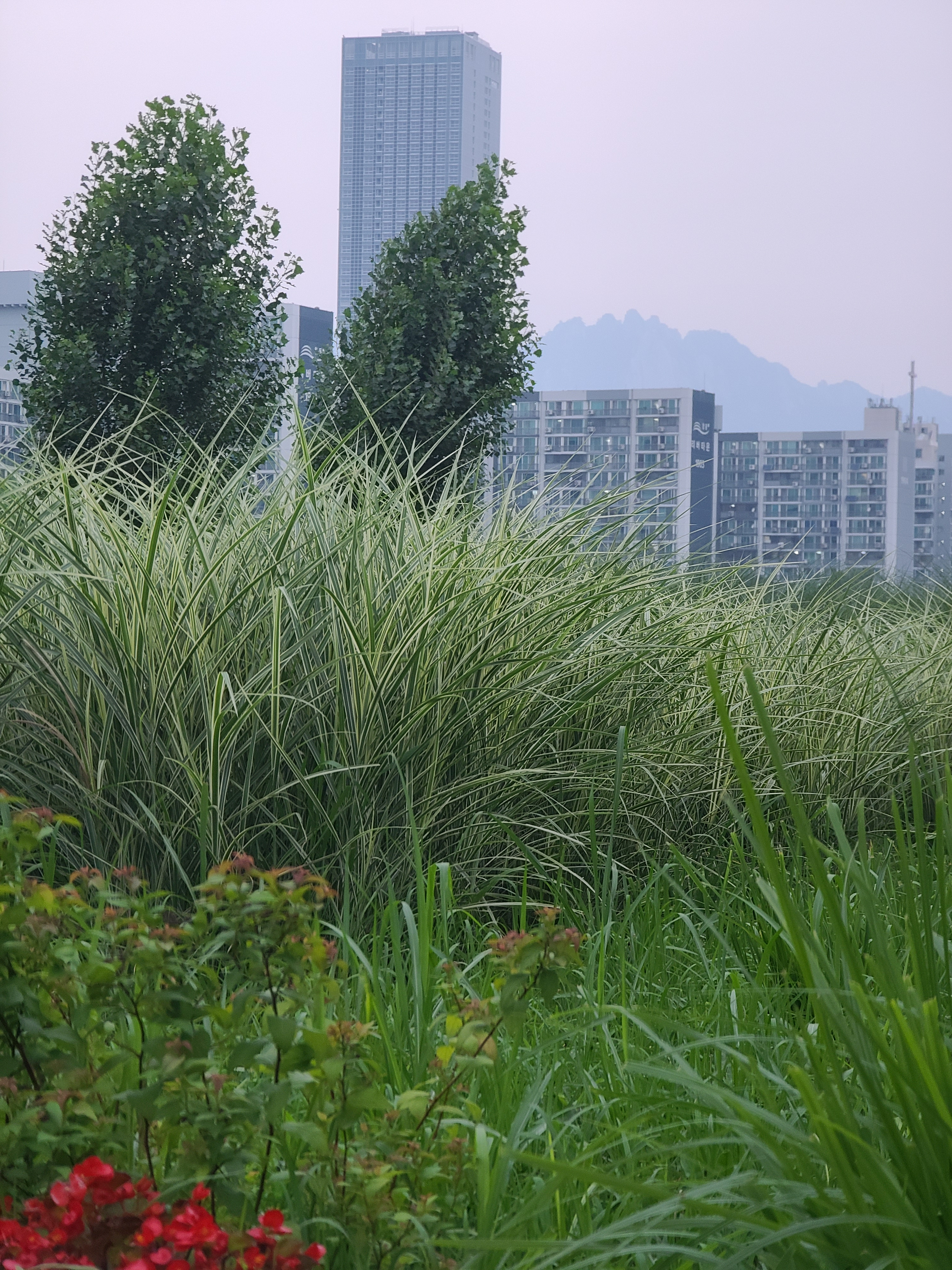
2023년 7월 6일
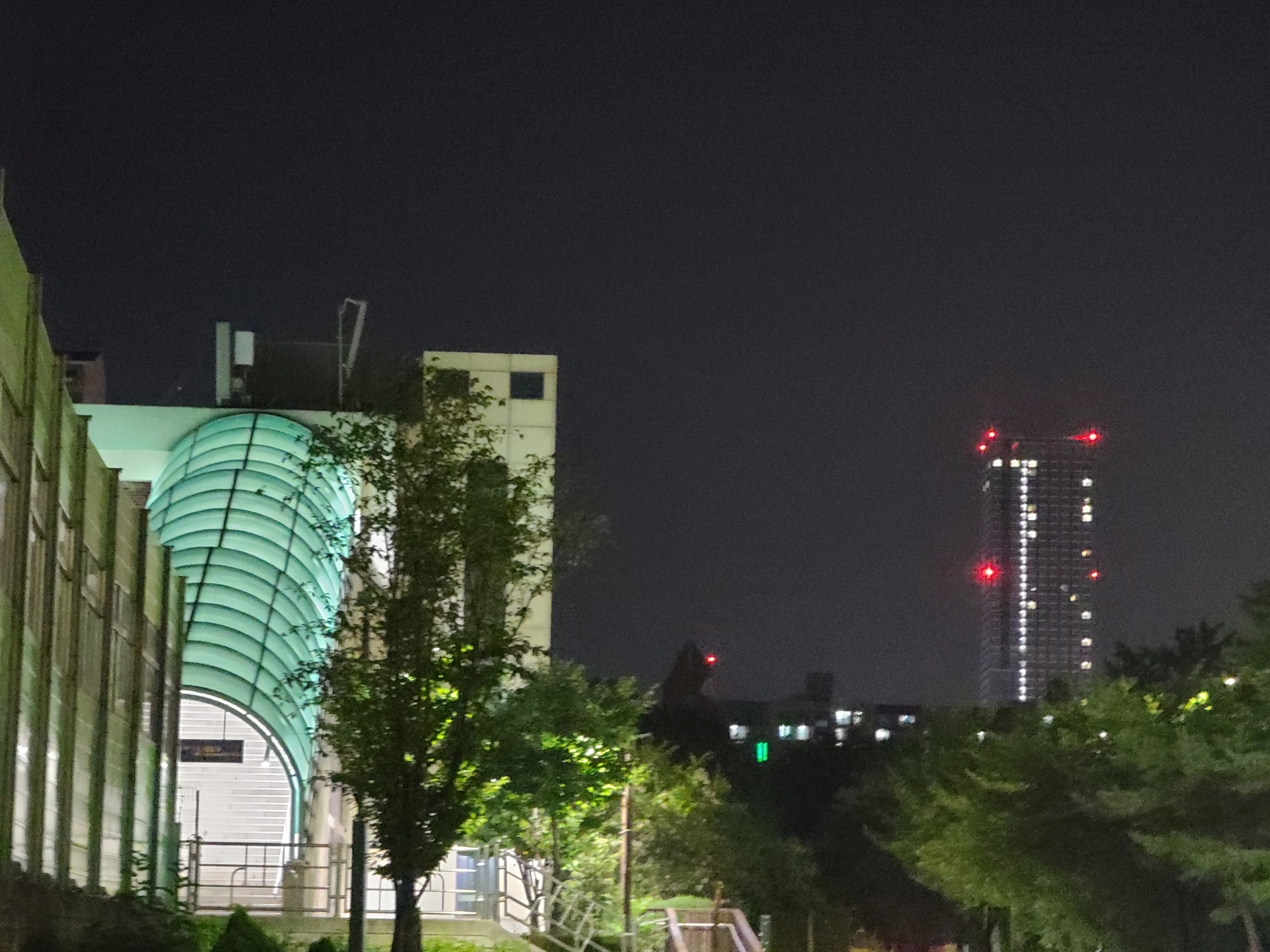
2023년 8월 16일
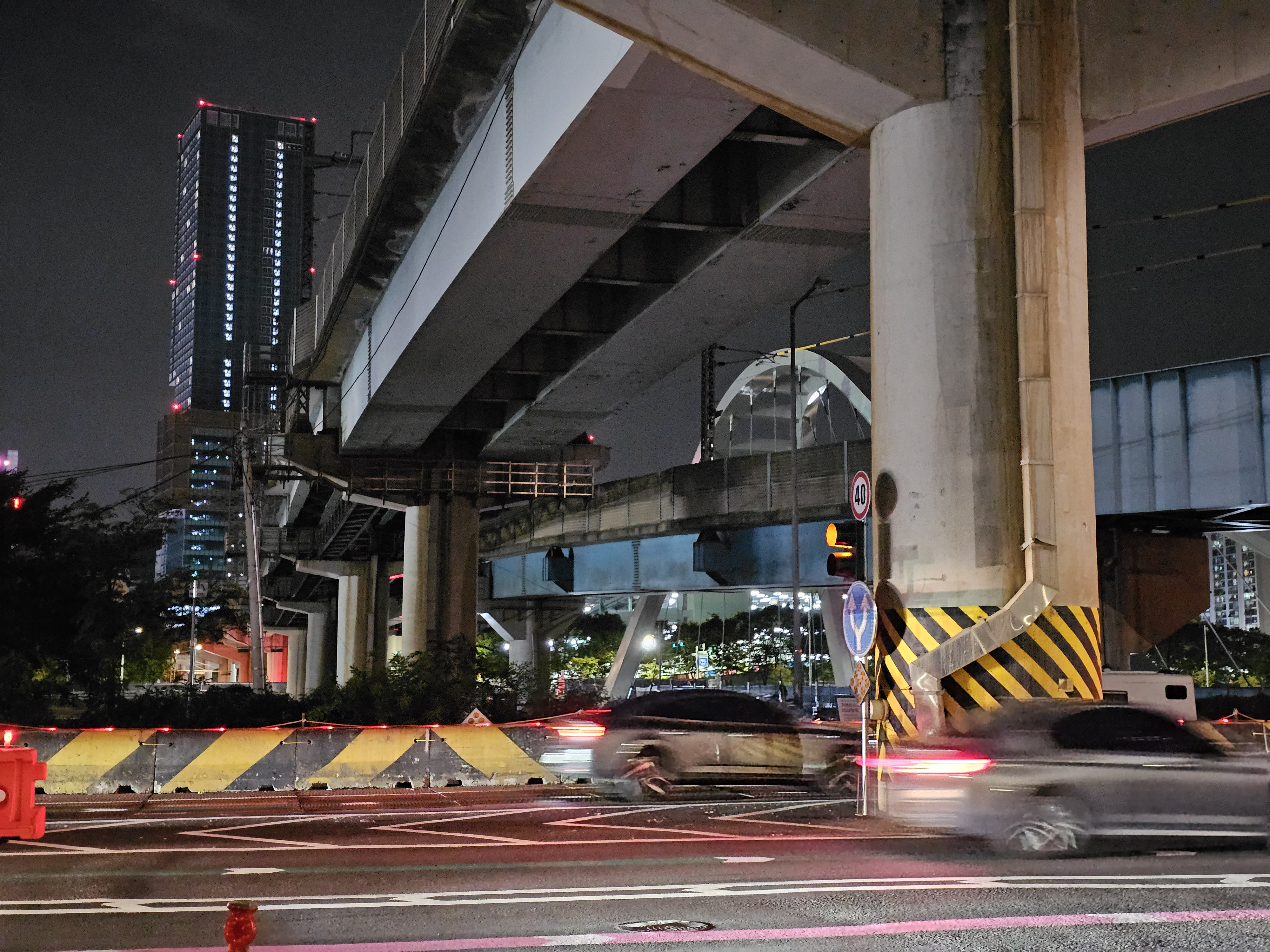
2023년 10월 9일
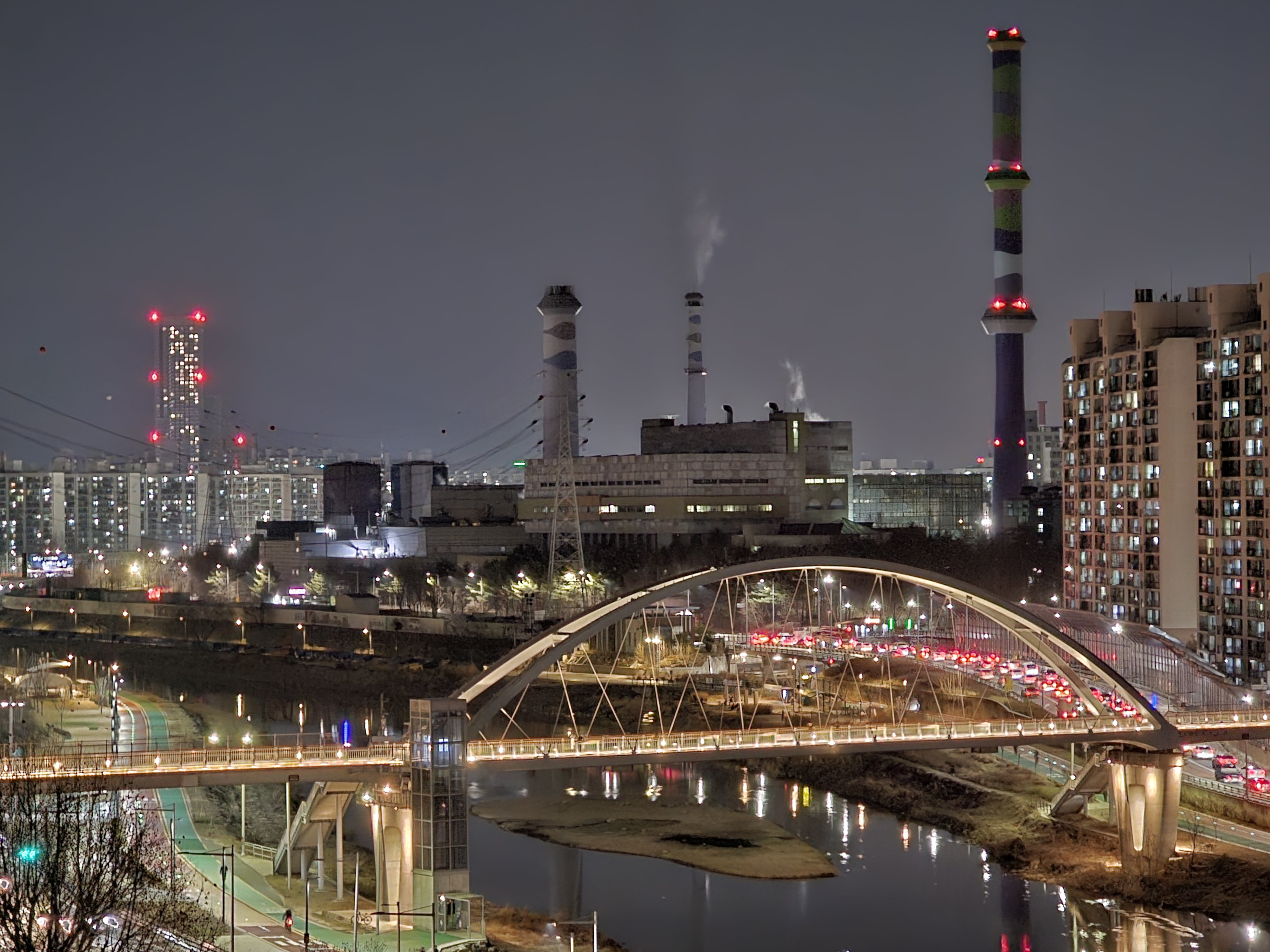
2024년 3월 4일, 우측 노원열병합발전소와 같이 촬영
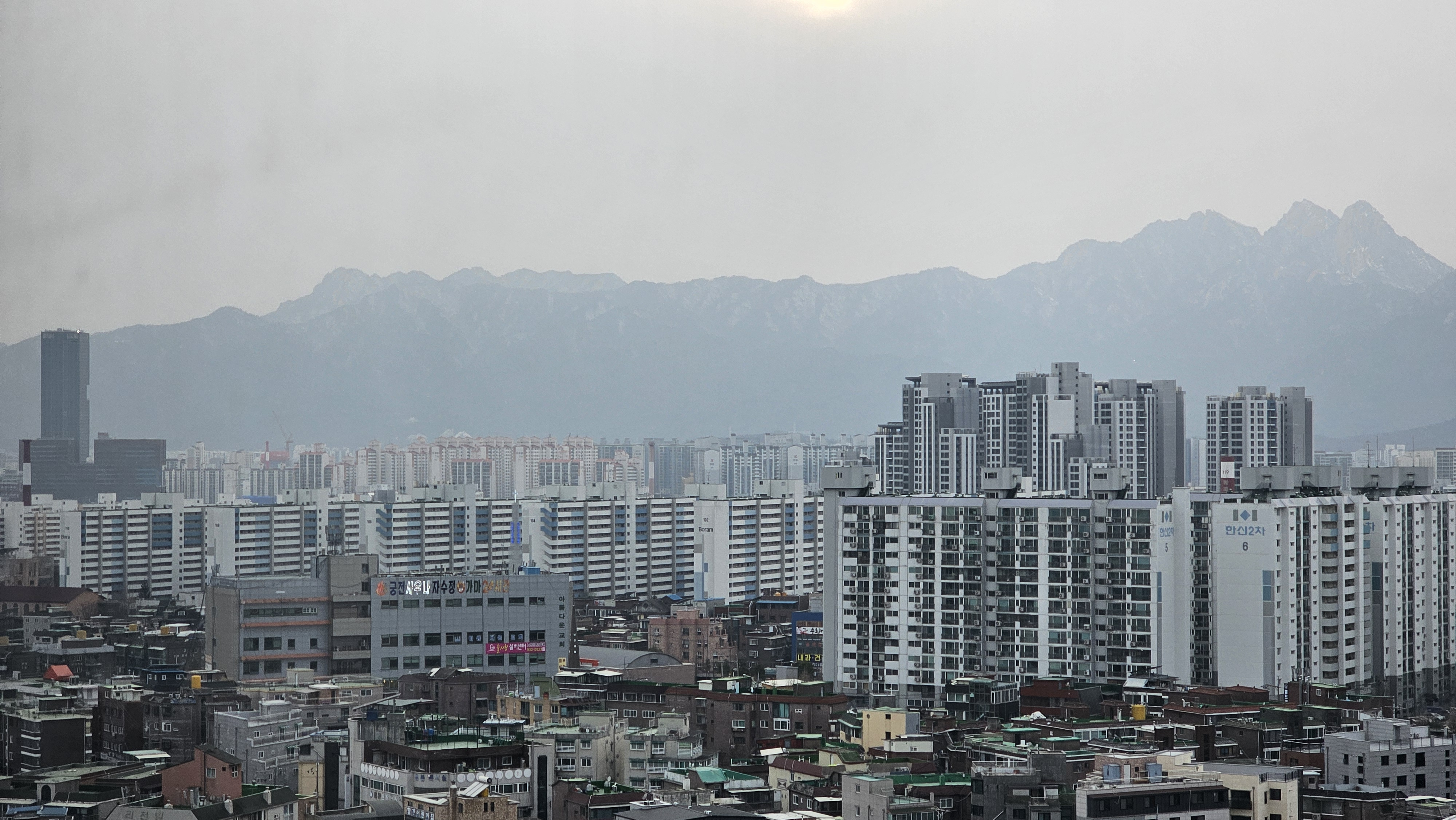
2024년 3월 5일, 우측 포레나 노원과 같이 촬영
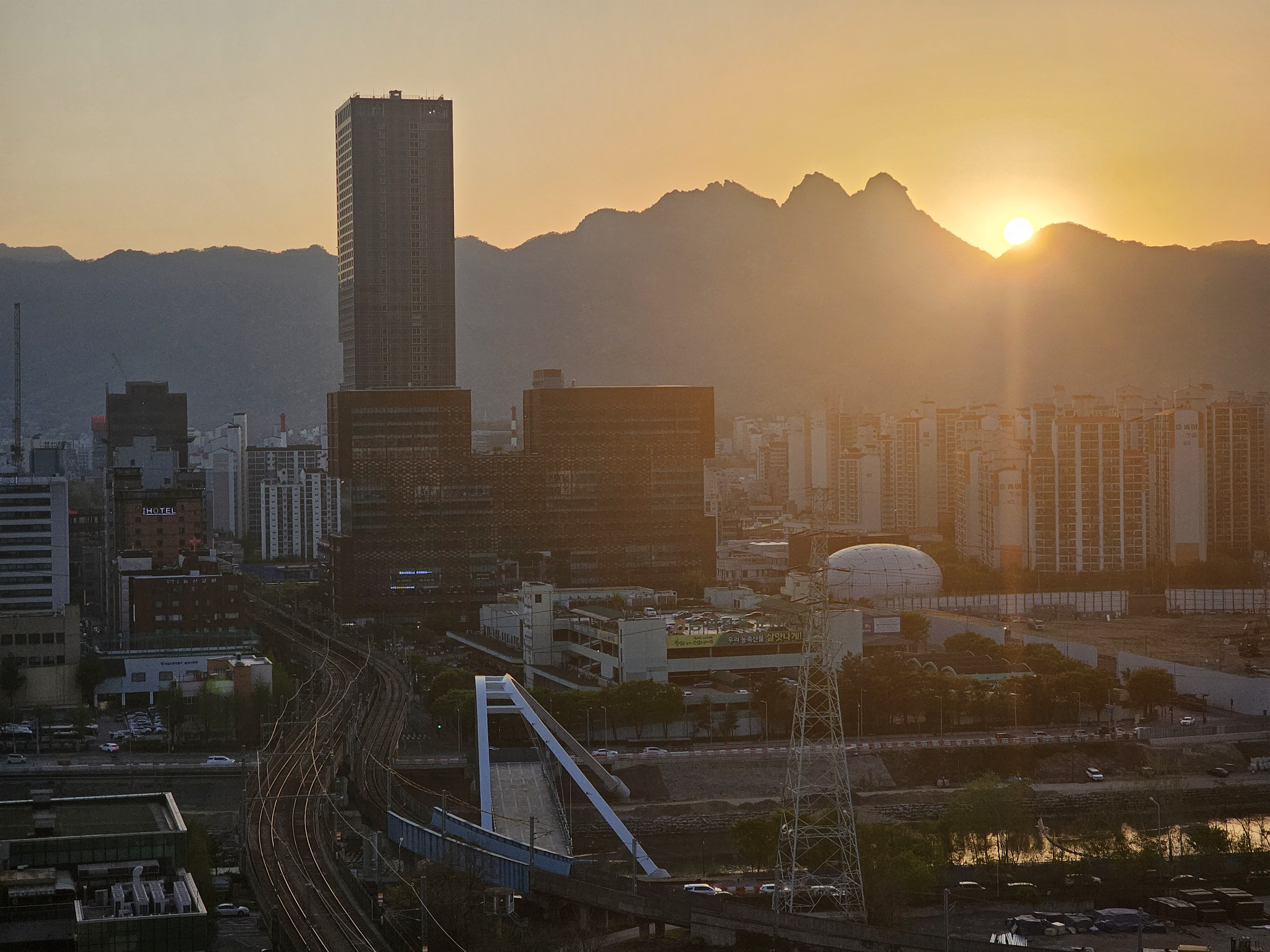
2024년 4월 12일
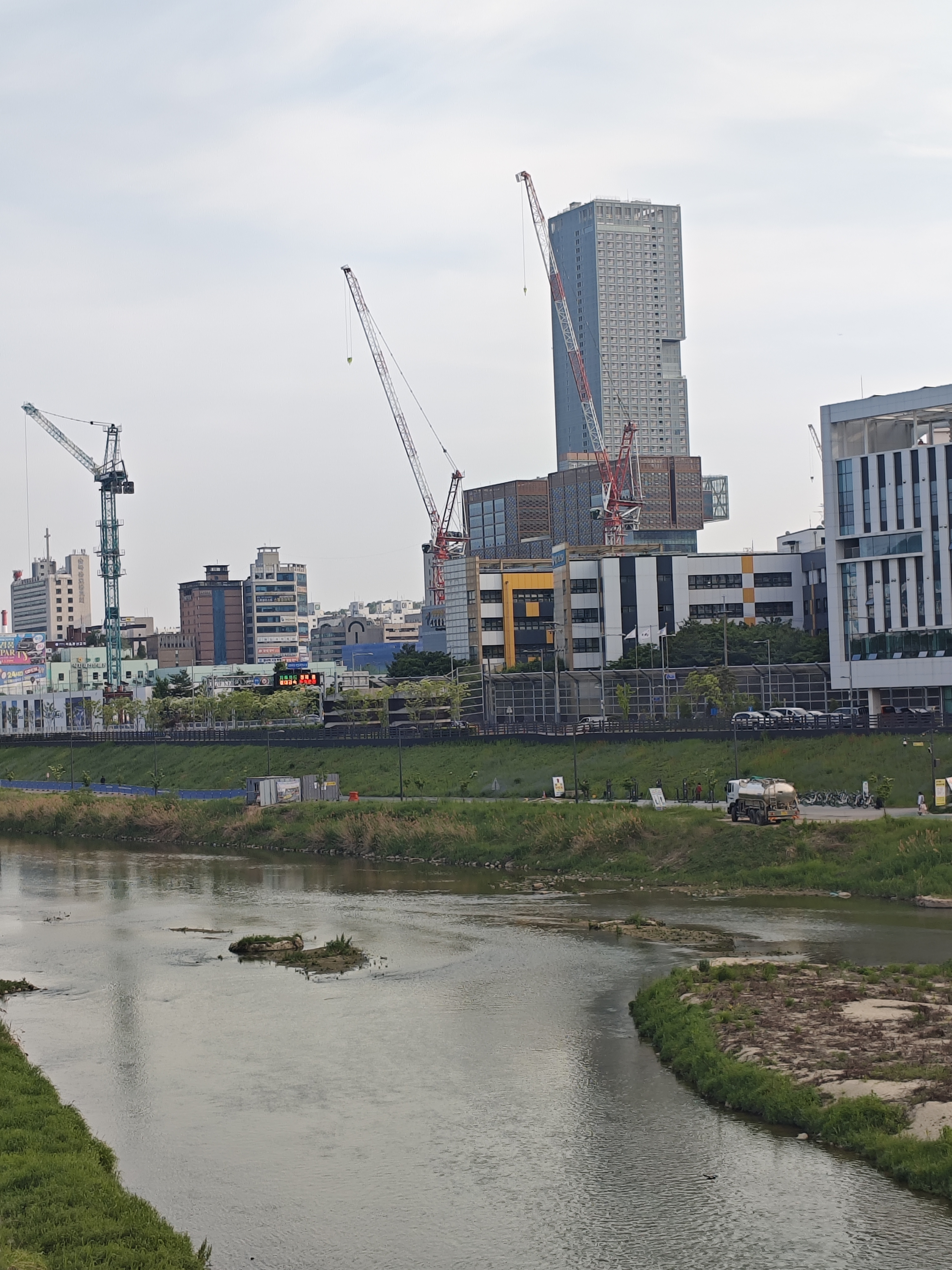
2025년 5월 13일

## 교통
- ● 수도권 전철 1호선 - 창동역
- ● 수도권 전철 4호선 - 창동역

## 같이 보기
- 서울특별시의 마천루 목록